# بومی‌های شیلی

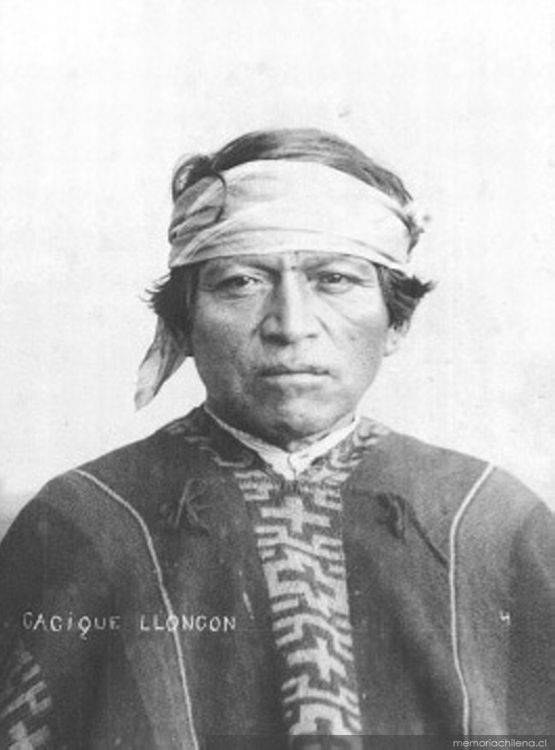
بومی‌های شیلی

بومی‌های شیلی گروهی از سرخپوستان بومی کشور شیلی هستند که از دوران پیشاکلمبی تا کنون با حفظ موجودیت قومی در مناطق خود به زندگی ادامه داده‌اند. این گروه یک و نیم درصد از جمعیت کشور شیلی را دربر می‌گیرند و حدود ۶۹۲٬۰۰۰ بومی شیلیایی در سال ۲۰۰۶ سرشماری شده‌اند. گروه قومی ماپوچه اکثریت جمعیت مناطق جنوبی کشور شیلی را دربر می‌گیرند و برای داشتن استقلال بیشتر در عرصه‌های فرهنگی و اقتصادی اعتراضاتی را علیه دولت مرکزی شیلی انجام داده‌اند. سایر سرخپوستان شیلی از اقوام آیمارا، آتاکامنیو، راپانویی و کاواسخار تشکیل می‌دهند. امکاناتی برای تحصیل زبانها و فرهنگ قومی بومیان کشور شیلی توسط وزارت آموزش این کشور فراهم شده است.